# Думонтиния
Думонти́ния (лат. Dumontínia) — род грибов-аскомицетов, входящий в семейство Склеротиниевые (Sclerotiniaceae). Монотипный род, включает вид Думонтиния шишкова́тая (Dumontinia tuberósa).

## Описание

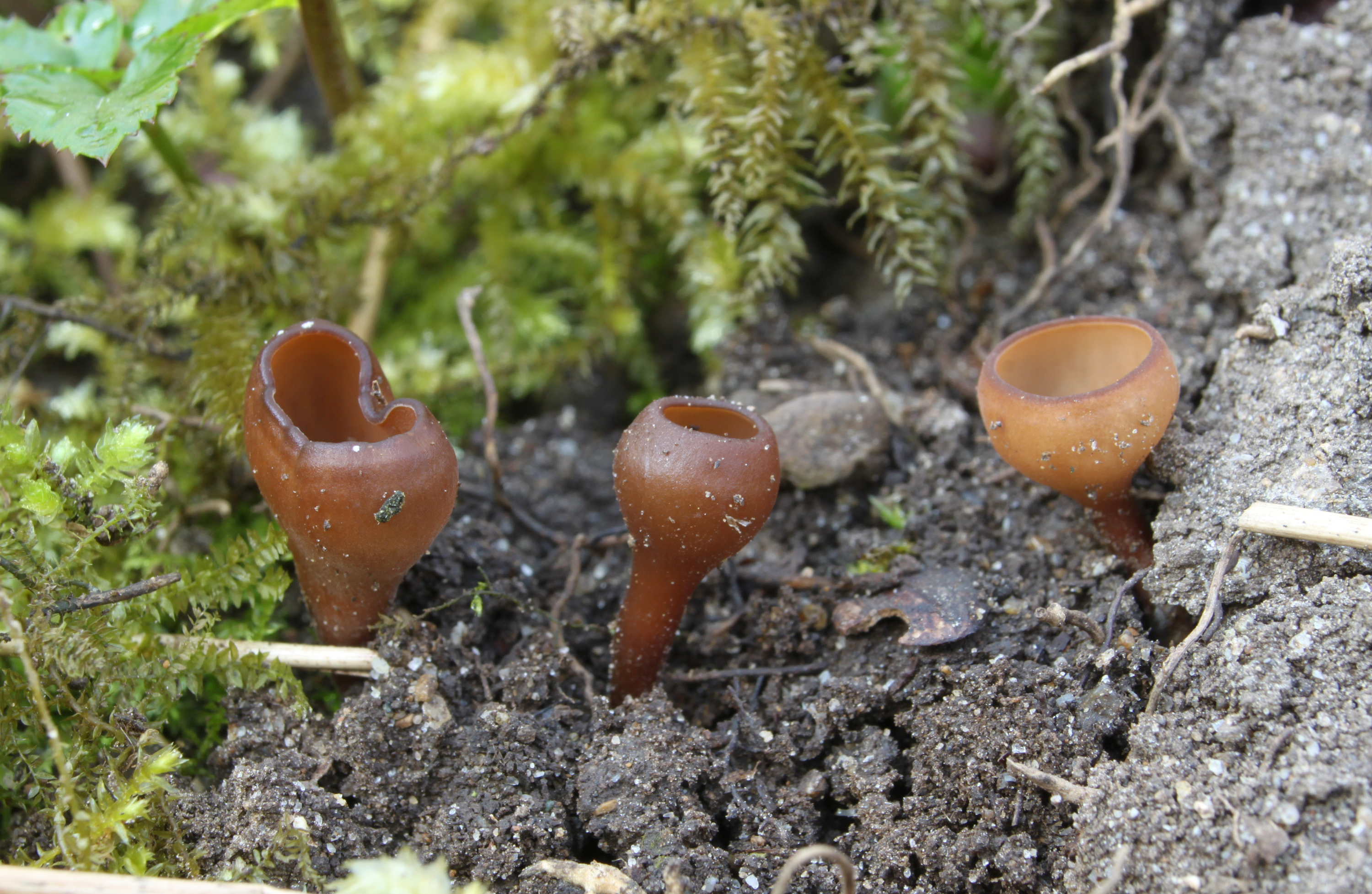

Плодовые тела — чашевидные, затем почти блюдцевидные апотеции на длинной ложной ножке, до 3 см в диаметре, ножка 3—10 см длиной и 1—3 мм толщиной, цилиндрическая. Окраска плодовых тел однородная, коричневая. В основании ножки, погружённом в землю, имеется чёрный склероций 1,5—4 × 0,5—2,5 см.
Споры в массе белого цвета. Аски цилиндрической формы, 140—175 × 8—10 мкм, содержат 8 спор, каждая из которых одноклеточная, эллиптической формы, с двумя масляными каплями, 12—17 × 6—9 мкм. Парафизы цилиндрические, с булавовидно утолщённым концом.
Пищевого значения не имеет, считается несъедобным грибом.

## Сходные виды
- Stromatinia rapulum (Bull.) Boud., 1907 — внешне и микроскопически сходный вид, плодовые тела появляются из склероциев, расположенных у луковиц лилейных.

## Экология и ареал
Плодовые тела образуются одиночно или группами, ранней весной, среди различных видов ветреницы — ветреницы лютиковой, ветреницы дубравной, ветреницы трёхлистной, очень редко — среди чистяка весеннего.

## Синонимы
- Hymenoscyphus tuberosus (Bull.) W.Phillips, 1887
- Macroscyphus tuberosus (Hedw.) Gray, 1821
- Octospora tuberosa Hedw., 1789
- Peziza tuberosa Bull., 1791 : Fr., 1821basionym
- Peziza tuberosa (Hedw.) Dicks., 1790
- Phialea tuberosa (Hedw.) Gillet, 1881
- Rutstroemia tuberosa (Bull.) P.Karst., 1869
- Sclerotinia tuberosa (Hedw.) Fuckel, 1870
- Whetzelinia tuberosa (Hedw.) Korf & Dumont, 1972